# 조희연 (수영 선수)
조희연(1983년 9월 22일 ~ )은 대한민국의 수영 선수였다. 주종목은 접영이었지만, 여러 종목에서 뛰어난 활약을 했다.

## 경력
초등학교 때부터 수영을 시작해 대청중학교 2학년 때인 1997년 3월 국가 대표로 발탁되어, 4월 동아시아 경기 대회에 참가했지만 여자 자유형 400m와 800m에서 모두 7위에 그치고 계영 400m에서 동메달 한 개를 따는데 그쳤다. 하지만 7월 전주에서 열린 동아 수영 대회 접영 100m에서 1분 01초 77을 기록 생애 천 한국 신기록을 세웠다. 종전 기록을 1초 이상 앞당긴 기록이었다.
이듬해인 1998년은 조희연의 해였다. 이 해에 그는 혼자서 무려 18개의 대한민국 신기록을 세우는 뛰어난 활약을 보여 한국 체육 기자 연맹이 수여하는 자황컵 체육 대상 여자 최우수 선수 그리고 대한 수영 연맹이 선정하는 올해의 선수에 뽑혔다.
12월은 방콕 아시안 게임 접영 200m에서 2분 11초 34의 한국 신기록을 기록하며 우승해 대한민국 여자 선수로는 1986년 배영에서 최윤희가 금메달을 딴 후로 12년만에 금메달을 땄다.